# Постников, Вадим Михайлович
Вадим Михайлович Постников (родился 6 июня 1973 года) — российский регбист и игрок в регбилиг, выступавший на позиции нападающего. Мастер спорта России (2001).

## Биография
В классическом регби-15 выступал за известный московский клуб «Фили» в 1995 и 1998 годах, также был игроком московского клуба «Локомотив», выступавшего в регби-13 (регбилиг). В составе «Локомотива» становился неоднократным чемпионом России. Был включён в заявку сборной России по регбилиг на чемпионат мира 2000 года в Англии.
Есть брат Андрей (1978 г.р.).